# Emilia Unda
Emilia Unda (née le 29 janvier 1879 à Riga, Empire russe, aujourd'hui Lettonie et morte le 7 décembre 1939 à Berlin, Troisième Reich) est une actrice allemande de théâtre et de cinéma.

## Filmographie partielle
- 1923 : Der Mensch am Wege de William Dieterle
- 1930 : Adieux
- 1931 : Jeunes filles en uniforme
- 1932 : Nous les mères
- 1932 : Der weiße Dämon
- 1935 : Les Deux Rois

### Sources de la traduction
- (de) Cet article est partiellement ou en totalité issu de l’article de Wikipédia en allemand intitulé « Emilia Unda » (voir la liste des auteurs).